# Aspila minutier
Aspila minutier är en fjärilsart som beskrevs av Turner 1938. Aspila minutier ingår i släktet Aspila och familjen nattflyn. Inga underarter finns listade i Catalogue of Life.